# Zeda Tmogvi
Zeda Tmogvi (en georgià: ზედა თმოგვი) és una església cristiana medieval situada al sud de Geòrgia, a la històrica regió de Javakètia (ara part del municipi d'Aspindza). L'edifici existent és una església de planta de basílica de tres naus, construïda durant el regnat de Bagrat IV de Geòrgia (1027-1072) al lloc d'una església anterior. Les façanes contenen diverses inscripcions georgianes contemporànies, que fan menció de persones històriques de l'època. Està inscrita en la llista dels Monuments Culturals destacats de Geòrgia.

## Situació
Zeta Tmogvi, és a dir, 'Tmogvi superior', es troba a l'altiplà entre la fortalesa de Tmogvi i el complex de coves de Vàrdzia, a uns 3 km al nord d'aquest darrer. L'església es troba enmig d'un assentament, que es va deixar en ruïnes i va decaure després de la deportació de camperols musulmans locals per la Unió Soviètica el 1944. No ha estat estudiada arqueològicament. Les troballes ocasionals inclouen fragments de ceràmica polida en negre de l'edat de bronze i resquills d'obsidiana. També hi ha una sèrie de cambres subterrànies de pedra properes. El topònim Zeta Tmogvi es va esmentar per primera vegada en un document fiscal otomà del 1595 i en una crònica georgiana del segle xviii que relata els esdeveniments del 1576 a Samtskhé.

## Descripció

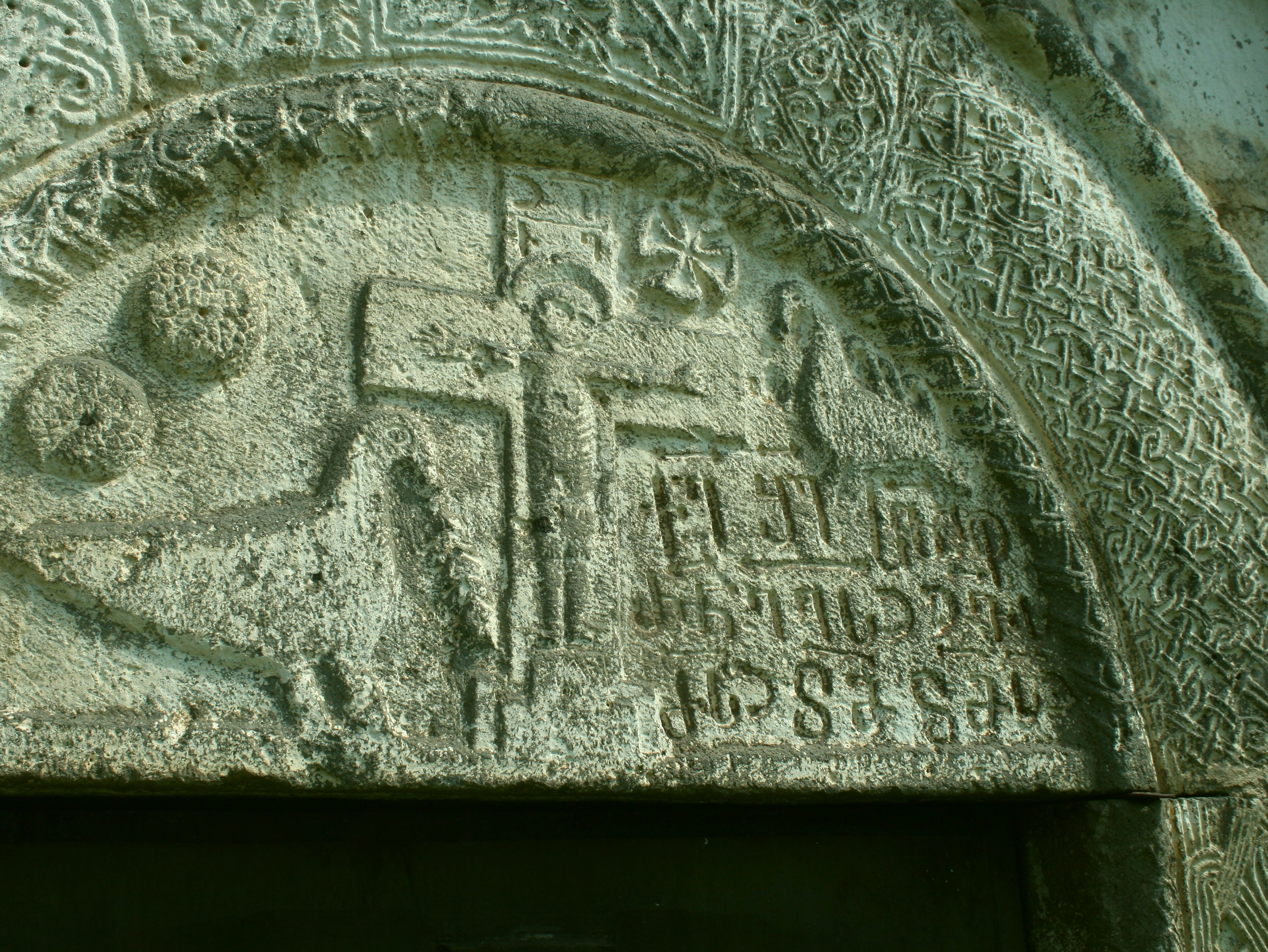
Ornamentació i inscripció a la façana sud de l'església

Zeta Tmogvi va ser construïda en l'últim quart del segle xi, però sembla haver estat remodelada de llavors ençà. És una basílica de tres naus construïda amb blocs de basalt grisos curosament tallats i ensostrats amb lloses de pedra. La nau central és més alta i més gran que les laterals, de les quals està separada, en cada costat, per una arcada tripartida recolzada en un parell de columnes. El mur nord incorpora una estructura més antiga: el mur sud d'una petita església de saló dels segles VIII al IX amb una porta d'entrada. La façana sud té un vestíbul, situat dintre d'un marc de bastiment rectangular i adornat amb maçoneria decorativa i inscripcions. Dos nínxols d'arc estan encastats i tres finestres amb marcs ornamentats es tallen a la façana est.
L'església conté almenys nou inscripcions, executades en l'alfabet georgià medieval asomtavruli. Una d'aquestes, situada al vestíbul sud, exalta al rei Bagrat i la seva mare, Mariam. Altres dues inscripcions commemoren Parsman, eristavt-eristavi ('duc de ducs'), un noble prominent del regnat de Bagrat, i Jordi "l'Abjasio", probablement el fill de Bragat IV, Giorgi II de Geòrgia.